# تام پین
تام پین (انگلیسی: Tom Payne؛ زادهٔ ۲۱ دسامبر ۱۹۸۲) یک هنرپیشه اهل بریتانیا است. وی از سال ۲۰۰۶ میلادی تاکنون مشغول فعالیت بوده‌است.
از فیلم‌ها یا برنامه‌های تلویزیونی که وی در آن نقش داشته‌است می‌توان به مردگان متحرک، ارث، بازیگران ذهن و پزشک اشاره کرد.